# 1837
| [ Edytuj tabelę ]                                   | |
| Król Polski (tytularny)                             | - 1831 Mikołaj I Romanow 1855 |
| Emir Afganistanu                                    | - 1818 Al-Rajuo Ballaha 1842 |
| Współksiążęta Andory                                | - 1827 Simó Rojas de Guardiola y Hortoneda 1851 - 1830 Ludwik Filip I 1848                                                                  |
| Prezydent Argentyny                                 | - 1835 gen. Juan Manuel de Rosas 1852 |
| Cesarz Austrii                                      | - 1835 Ferdynand I Habsburg 1848 |
| Król Bawarii                                        | - 1825 Ludwik I 1848 |
| Król Belgów                                         | - 1831 Leopold I 1865 |
| Premier Belgii                                      | - 1834 Barthélemy Théodor de Theux de Meylandt 1840                                                                                         |
| Prezydent Boliwii                                   | - 1829 Andrés de Santa Cruz 1839 |
| Cesarz Brazylii                                     | - 1831 Pedro II 1889 |
| Sułtan Brunei                                       | - 1829 Omar Ali Saifuddin II 1852 |
| Prezydent Chile                                     | - 1831 José Joaquín Prieto 1841 |
| Cesarz Chin                                         | - 1820 Daoguang 1850 |
| Król Czech                                          | - 1835 Ferdynand I Habsburg 1848 |
| Król Danii                                          | - 1808 Fryderyk VI 1839 |
| Dalajlama                                           | - 1816 Cultrim Gjaco 1837 |
| Władca Egiptu                                       | - 1805 Muhammad Ali 1848 |
| Prezydent Ekwadoru                                  | - 1834 Vicente Rocafuerte 1839 |
| Premier Francji                                     | - 1836 Louis Mathieu Molé 1839 |
| Król Francji                                        | - 1830 Ludwik Filip I 1848 |
| Król Grecji                                         | - 1831 Otton I 1862 |
| Prezydent Haiti                                     | - 1818 Jean-Pierre Boyer 1843 |
| Król Hawajów                                        | - 1824 Kamehameha III 1854 |
| Król Hiszpanii                                      | - 1833 Izabela II 1868 |
| Król Holandii                                       | - 1815 Wilhelm I 1840 |
| Szach Iranu                                         | - 1834 Mohammad Szah 1848 |
| Państwo Wielkich Mogołów                            | - 1806 Akbar Szah II 1837 - 1837 Bahadur Szah II 1858                                                                                       |
| Król Irlandii                                       | - 1830 Wilhelm IV Hanowerski 1837 - 1837 Wiktoria Hanowerska 1901                                                                           |
| Cesarz Japonii                                      | - 1817 Ninkō 1846 |
| Kalif                                               | - 1808 Mahmud II 1839 |
| Prezydent Kolumbii                                  | - 1832 Francisco de Paula Santander 1837 - 1837 José Ignacio de Márquez 1841                                                                |
| Patriarcha Konstantynopola                          | - 1835 Grzegorz VI 1840 |
| Władca Korei                                        | - 1834 Hŏnjong 1849 |
| Emir Kuwejtu                                        | - 1814 Dżabir I 1859 |
| Książę Liechtensteinu                               | - 1836 Alojzy II 1858 |
| Wielki książę Luksemburga                           | - 1815 Wilhelm I 1840 |
| Sułtan Maroka                                       | - 1822 Abd ar-Rahman 1859 |
| Prezydent Meksyku                                   | - 1836 José Justo Corro 1837 - 1837 Anastasio Bustamante 1839                                                                               |
| Książę Monako                                       | - 1819 Honoriusz V 1841 |
| Król Nepalu                                         | - 1816 Rajendra 1847 |
| Premier Nepalu                                      | - 1806 Bhimsen Thapa 1837 - 1837 Rana Jang Pande 1837 - 1837 Ranga Nath Poudyal 1838                                                        |
| Król Norwegii                                       | - 1818 Karol III Jan 1844 |
| Sułtan Omanu                                        | - 1807 Sa’id ibn Sultan 1856 |
| Papież                                              | - 1831 Grzegorz XVI 1846 |
| Konsul Paragwaju                                    | - 1814 José Gaspar Rodríguez de Francia 1840                                                                                                |
| Książę Parmy i Piacenzy                             | - 1814 Maria Ludwika 1847 |
| Prezydent Peru                                      | - 1837 Andrés de Santa Cruz 1837 |
| Król Portugalii                                     | - 1834 Maria II 1853 - 1837 Ferdynand II Koburg (król iure uxoris) 1853                                                                     |
| Król Prus                                           | - 1797 Fryderyk Wilhelm III 1840 |
| Car Rosji                                           | - 1825 Mikołaj I 1855 |
| Król Saksonii                                       | - 1836 Fryderyk August II Wettyn 1854 |
| Kapitanowie Regenci San Marino                      | - 1836 Giuseppe Gozi Pier Matteo Berti 1837 - 1837 Filippo Belluzzi Filippo Filippi 1837 - 1837 Giuseppe Mercuri Marc' Antonio Tassini 1838 |
| Książę Serbii                                       | - 1815 Miłosz I Obrenowić 1839 |
| Król Sardynii                                       | - 1831 Karol Albert 1849 |
| Król Szwecji                                        | - 1818 Karol XIV Jan 1844 |
| Król Tajlandii                                      | - 1824 Rama III 1851 |
| Sułtan Turków                                       | - 1808 Mahmud II 1839 |
| Prezydent Urugwaju                                  | - 1835 Manuel Oribe 1838 |
| Prezydent USA                                       | - 1829 Andrew Jackson 1837 - 1837 Martin Van Buren 1841                                                                                     |
| Prezydent Wenezueli                                 | - 1836 Andrés Navarte 1837 - 1837 José María Carreño 1837 - 1837 Carlos Soublette 1839                                                      |
| Król Węgier                                         | - 1835 Ferdynand VI 1848 |
| Monarcha Wielkiej Brytanii                          | - 1830 Wilhelm IV 1837 - 1837 Wiktoria 1901                                                                                                 |
| Premier Wielkiej Brytanii                           | - 1835 William Lamb 1841 |
| Cesarz Wietnamu                                     | - 1820 Minh Mạng 1841 |
| Prezydent Zjednoczonych Prowincji Ameryki Środkowej | - 1830 Francisco Morazán 1839 |

Rok 1837 / MDCCCXXXVII
stulecia: XVIII wiek ~
XIX wiek ~
XX wiek

dziesięciolecia:
1800–1809 •
1810–1819 •
1820–1829 •
1830–1839
• 1840–1849
• 1850–1859
• 1860–1869

lata: 1827 «
1832 «
1833 «
1834 «
1835 «
1836 «
1837
» 1838
» 1839
» 1840
» 1841
» 1842
» 1847

## Wydarzenia w Polsce
- 7 marca – na mocy ukazu cara Mikołaja I Romanowa w Królestwie Polskim województwa zostały zastąpione przez gubernie.
- 3 czerwca – w Berdyczowie założono Związek Ludu Polskiego.
- 10 czerwca – w Pawlikowicach, w wyniku secesji ze Stowarzyszenia Ludu Polskiego działaczy krakowskiego Zboru Głównego, powstała Konfederacja Powszechna Narodu Polskiego.

## Wydarzenia na świecie
- 1 stycznia – trzęsienie ziemi w Galilei zabiło ponad 6 tys. osób.
- 26 stycznia – USA: Michigan jako 26 stan dołączyło do Unii.
- 8 lutego – rosyjski poeta Aleksandr Puszkin został śmiertelnie postrzelony w pojedynku o kobietę.
- 25 lutego – Thomas Davenport opatentował silnik prądu stałego.
- 4 marca:
  - Martin Van Buren został 8. prezydentem Stanów Zjednoczonych.
  - Chicago otrzymało prawa miejskie.
- 22 marca – założono miasto Jyväskylä w środkowej Finlandii.
- 3 maja – król Grecji Otto założył w Atenach pierwszy na Bałkanach uniwersytet.
- 5 czerwca – Houston w Teksasie uzyskało prawa miejskie.
- 6 czerwca – w Valparaíso zginął w zamachu chilijski minister spraw wewnętrznych i wojny gen. Diego Portales.
- 17 czerwca – Charles Goodyear uzyskał patent na produkcję gumy.
- 20 czerwca – Wiktoria Hanowerska została królową Zjednoczonego Królestwa Wielkiej Brytanii i Irlandii.
- 24 lipca – na Słowacji spadł meteoryt Divina.
- 23 listopada – rebelia patriotyczna w Dolnej Kanadzie: zwycięstwo rebeliantów na Brytyjczykami pod St. Denis.
- 25 grudnia – wojny z Indianami: bitwa nad Jeziorem Okeechobee: wojska USA pokonały Indian Seminolów.
- 26 grudnia – otwarto odbudowany po pożarze Teatro La Fenice w Wenecji.

- W Hiszpanii Kortezy uchwaliły nową konstytucję, liberalizującą reżim absolutny.

## Urodzili się
- 1 stycznia – Aleksandra Janiszewska, polska uczestniczka powstania styczniowego (zm. 1932)
- 6 stycznia – Fryderyk Wilhelm Schweikert, polski przemysłowiec pochodzenia niemieckiego (zm. 1902)
- 15 stycznia – Walery Łoziński, polski pisarz, publicysta (zm. 1861)
- 18 stycznia – Henryk Rewakowicz, polski dziennikarz, działacz ludowy, polityk, uczestnik powstania styczniowego (zm. 1907)
- 24 lutego – Rosalía de Castro, hiszpańska poetka (zm. 1885)
- 2 marca – Maciej Jakubowski, polski pediatra (zm. 1915)
- 7 marca – Henry Draper, amerykański lekarz i astronom (zm. 1882)
- 18 marca – Grover Cleveland, dwudziesty drugi i dwudziesty czwarty prezydent USA (zm. 1908)
- 8 kwietnia – Pierre Aumaitre, francuski misjonarz, męczennik, święty katolicki (zm. 1866)
- 4 maja – Theodor Rosetti, rumuński pisarz, dziennikarz, polityk, premier Rumunii (zm. 1932)
- 8 maja – Albrecht Hohenzollern, książę pruski z dynastii Hohenzollernów (zm. 1906)
- 9 maja – Maria Dominika Mazzarello, włoska zakonnica, współzałożycielka salezjanek, święta katolicka (zm. 1881)
- 21 maja – Antoni Andrzejewicz, polski duchowny katolicki, biskup pomocniczy gnieźnieński (zm. 1907)
- 27 maja – Zofia Szeptycka, polska malarka i pisarka, córka Aleksandra Fredry (zm. 1904)
- 6 czerwca:
  - Norbert Bonczyk, ksiądz katolicki, poeta, bojownik o zachowanie czystości mowy polskiej na Górnym Śląsku w okresie Kulturkampfu (zm. 1893)
  - Bonifacja Rodríguez Castro, hiszpańska zakonnica, święta katolicka (zm. 1905)
- 9 czerwca
  - Helena Mierowa, polska hrabina, działaczka charytatywna (zm. 1916)
  - Michał Rua, włoski salezjanin, błogosławiony katolicki (zm. 1910)

- 17 czerwca – Adolf Ostrowski, polski aktor i reżyser (zm. 1895)

- 3 lipca – Awit Szubert, polski fotograf, pionier fotografii Tatr (zm. 1919)
- 5 lipca – Pius Albert Del Corona, włoski dominikanin, kardynał, błogosławiony katolicki (zm. 1912)
- 6 lipca – Władysław Żeleński, polski kompozytor, pianista, organista, pedagog (zm. 1921)
- 18 lipca – Wasił Lewski, bułgarski przywódca walk o wyzwolenie Bułgarii (zm. 1873)
- 25 lipca – Georg Kopp, niemiecki duchowny katolicki, biskup fuldzki i wrocławski, kardynał (zm. 1914)
- 5 sierpnia – Anna Fiłosofowa, rosyjska feministka i filantropka
- 14 sierpnia – Bolesław Leszczyński, jeden z najwybitniejszych aktorów teatralnych, tragików (zm. 1918)
- 24 sierpnia – Mark Hanna, amerykański polityk, senator ze stanu Ohio (zm. 1904)
- 25 sierpnia – Jarosław Herse, adwokat, burmistrz Poznania (zm. 1909)
- 31 sierpnia – Édouard Jean-Marie Stephan, francuski astronom (zm. 1923)
- 18 września – Antoni Michałowski, polski lekarz, działacz społeczny, uczestnik powstania styczniowego (zm. 1930)
- 29 września – Michał Bałucki, polski powieściopisarz i komediopisarz (zm. 1901)
- 26 października – Karl Koldewey, niemiecki żeglarz, kapitan marynarki i badacz polarny (zm. 1908)
- 5 listopada – Arnold Janssen, niemiecki duchowny katolicki, założyciel werbistów, święty (zm. 1909)
- 8 listopada – Franciszek Kindermann, polski przedsiębiorca pochodzenia niemieckiego (zm. 1915)
- 11 listopada – Artur Grottger, polski malarz (zm. 1867)
- 23 listopada – Johannes Diderik van der Waals, holenderski fizyk, laureat Nagrody Nobla (zm. 1923)
- 29 listopada – Józef Braunseis, polski architekt (zm. 1914)
- 8 grudnia – Wincenty Stroka, polski poeta, tłumacz, profesor gimnazjalny (zm. 1928)
- 11 grudnia – Webster Paulson, brytyjski inżynier i architekt znany ze swej pracy na Malcie (zm. 1887)
- 24 grudnia – Elżbieta Bawarska, cesarzowa austriacka (zm. 1898)

data dzienna nieznana: 
- Piotr Li Quanhui, chiński męczennik, święty katolicki (zm. 1900)
- Piotr Yu Chŏng-nyul, koreański męczennik, święty katolicki (zm. 1866)

## Święta ruchome
- Tłusty czwartek: 2 lutego
- Ostatki: 7 lutego
- Popielec: 8 lutego
- Niedziela Palmowa: 19 marca
- Wielki Czwartek: 23 marca
- Wielki Piątek: 24 marca
- Wielka Sobota: 25 marca
- Wielkanoc: 26 marca
- Poniedziałek Wielkanocny: 27 marca
- Wniebowstąpienie Pańskie: 4 maja
- Zesłanie Ducha Świętego: 14 maja
- Boże Ciało: 25 maja